# Famille de Breteuil
Pour les autres membres de la famille, voir Breteuil.
La famille de Breteuil, qui tient son nom de la ville de Breteuil-sur-Noye en Picardie, est une famille noble originaire du Chartrain qui s'installa ensuite en Picardie.

## Historique
La famille d'Adam est issue de Gilduin (Gelduinus), cité en 1019 comme vicomte de Chartres. Il devient ensuite comte de Breteuil en 1048, puis se fait moine à une date inconnue et meurt le 18 mai 1060. De son épouse nommée Emmeline, il eut :
- Harduin, mort entre 1050 et 1060, vicomte de Chartres, marié à une Elisabeth, mais sans postérité;
- Erard Ier, mort entre 1061 et 1066, comte de Breteuil et vicomte de Chartres, qui suit;
- Hugues, chanoine à Chartres, puis évêque de Langres de 1031 à 1049;
- Valéran, mort en 1063, moine, puis abbé de Saint-Vanne à Verdun;
- Adèle, mariée à Raoul III, comte de Valois;
- Aremberge, mariée à Riwallon de Dol, seigneur de Dol, mort vers 1065[5] :

Erard Ier, né avant 1025, mort un 12 février entre 1061 et 1066, fut comte de Breteuil à la mort de son père et vicomte de Chartres à la mort de son frère. De sa femme Humberge de Sours, il eut :
- Erard II, mort après 1105, comte de Breteuil, qui suit.
- Adélaïde, morte vers 1073, religieuse à Marmoutier.
- Valéran Ier, mort en 1084, sire de Breteuil, qui suivra.
- Hugues Ier Blavons, mort en 1094, seigneur du Puiset, auteur de la maison du Puiset
- Robert, mort le 5 novembre 1077, abbé de Notre-Dame de Breteuil,
- Pantaléon, a épousé Adela;
- Adélaïde, mariée après 1082 à Roger II de Montgommery, comte de Shrewsbury, baron de Bellême.

Erard II, fils aîné d'Erard Ier, mort un 16 septembre après 1105, devient comte de Breteuil, mais perd cette dignité en 1073. Il entra ensuite dans les ordres en 1077 et devient moine à l'abbaye Saint-Martin de Turenne[Quoi ?] (Marmoutier). En 1105, il fit le pèlerinage à Jérusalem.
Valéran Ier, second fils d'Erard Ier, mort après le 25 février 1084, est sire de Breteuil et co-seigneur de Creil. D'une épouse inconnue, il laissa :
- Valéran II, sire de Breteuil, qui suit
- Gautier, qui fut donné en otage à Nicétas, prince des Bulgares, pendant que les Croisés traversaient les territoires byzantins. Il fut ensuite l'un des chefs de l'armée de Pierre l'Ermite.
- Thibaut, dit le chevalier blanc, tué en 1090 lors d'une bataille.

Valéran II, mort entre 1119 et 1124, sire de Breteuil, marié à Ivette ou Judith, il laissa :
- Erard III, mort en 1148, comte de Breteuil
- Sénégonde, morte en 1115 et mariée à Pierre, seigneur de Châteauneuf
- Emmeline, citée en 1113

Erard III, comte de Breteuil, prit part à la seconde croisade et fut tué en janvier 1148 à la bataille de Laodicée. Il épousa en premières noces Béatrice de Coucy, fille de Thomas, sire de Coucy et d'Ida de Hainaut, qu'il répudia en 1130 pour épouser Ivette de Bulles. De sa première épouse, il avait eu :
- Valéran III, mort en 1162, sire de Breteuil
- Erard de Breteuil, cité en 1139 et en 1168, marié à une Remburge.
- Hugues, mort en 1184, seigneur de Crèvecœur et châtelain de Breteuil, marié à Ada de Gerberoy.
- Enguerrand de Breteuil, cité en 1139

De sa seconde épouse, il laissa deux enfants, Mannasès et Ermengarde.
Valéran III, sire de Breteuil, mort en 1162, marié à Holdenburge, puis à Alix de Dreux, fille de Robert Ier de France, comte de Dreux.
D'Holdenburge, il laissa :
- Alix, mariée à Raoul Ier, comte de Clermont-en-Beauvaisis
- Mathilde, morte en 1208, mariée à Simon de Clermont-en-Beauvaisis, frère de Raoul ci-dessus et seigneur d'Ailly-sur-Noye : voir Nesle pour la succession.

D'Alix de Dreux, il laissa :
- Amicie, mariée en 1180 à Baudoin II de Corbeil (fils de Baudoin de Corbeil), puis à Jean Briard, seigneur de Villiers et à Gautier de Reynel.

### articles connexes
- Armorial des familles de Picardie
- Armorial des familles d'Île-de-France